# Olga Dahl
Olga Inga Birgitta Dahl, född Ström 20 september 1917 i Malmö, död 3 oktober 2009 i Göteborg, var en svensk genealog. Hon utförde en gedigen grundforskning i Riksarkivet om Göteborgs roteindelning med stor betydelse för stadens person- och byggnadshistoria under 1600– och 1700-talen.

## Karriär

### Utbildning
Olga Dahl engagerade sig tidigt i Sveriges studerande ungdoms helnykterhetsförbund (SSUH) och författade på 1940-talet ett par skrifter om nykterhetspolitiken. Hon studerade vid Stockholms högskola och vid Lunds universitet till filosofie kandidatexamen. 

### Forskning
Olga Dahl kom därefter, att ägna sig åt forskning om Göteborg och om släktforskning. Hon publicerade en rad artiklar bland annat i "Göteborg förr och nu", i "Släkt och hävd" och i "Släktforskarnas årsbok". 
Åren 1977–1978 utkom bokverket Göteborgs hjärta – en bok om människor, affärer och byggnader kring Kungsgatan med Sven Gulin som redaktör och förläggare. Olga Dahl författade de avsnitt i bokverket, som behandlar fastigheterna under 1600- och 1700-talen. En av dem som samarbetade med henne var Per Clemensson, som skrev om tidsperioden 1775–1875, vilken direkt knöt an till hennes manus.

Olga Dahls forskningsinsats avslutades när databasen "Göteborgs tomtägare 1637–1807" öppnades för offentligheten på hennes 90-årsdag – den 20 september 2007. Denna webbplats presenterar omkring 900 tomter i Göteborg och deras ägare under perioden 1637–1807 och är resultatet av Olga Dahls forskningsarbete under flera decennier. Hon skriver själv om hur hon lyckades dechiffrera de olika rotesystemen:
| ” | Jag förstod att jag funnit nyckeln till 28-rotarssystemet, när jag fann att de parallella gatstumparna öster om östra hamnen - i tur och ordning från Kungsgatan i söder till Spannmålsgatan i norr - bar numren 14 till 20. Både 28-rotars- och 16-rotarssystemen börjar i första kvarteret vid residenset och går i samma ring runt staden, så att 28:de, resp. 16:de rotarna kommer att ligga på andra sidan om Stora Hamnen mitt emot Residenset. Det vore naturligt att första och fjärde rotarna slutade vid Korsgatan, men de slutar ett par tomter väster därom, vilket antyder att Korsgatan ursprungligen kan ha haft en annan dragning. När jag funnit nycklarna till de båda äldsta rotesystemen kunde jag för en del tomter upprätta sammanhängande tomthistoria ända från 1637. Jag har emellertid inte gått längre fram i tiden än till de stora bränderna 1802 och 1804. | „ |

Olga Dahl var medlem i Göteborgsregionens släktforskare från 1957 och var verksam i styrelsen 1963–88. Dess hedersledamot blev hon 1989. Under hela sin verksamma tid var hon cirkelledare i släktforskning, handskriftsläsning, men framför allt i göteborgiana. Hon var lokalombud för Svenskt biografiskt lexikon och gjorde personhistoriska insatser.

## Familj
Olga Dahl var dotter till disponenten Ernst Ström och Mimmi, född Norlander, och var gift med Sven Dahl (1912–1979), professor i ekonomisk geografi vid Handelshögskolan i Göteborg. De hade barnen Östen född 1945, Gudrun född 1948, Ingolf född 1950 och Åslög född 1955. 
Tillsammans med maken vilar hon i familjegraven på Örgryte gamla kyrkogård.